# ژاکلین فرناندز
ژاکلین فرناندز (زاده اوت ۱۹۸۵) یک بازیگر سریلانکایی ساکن هند است. او در فیلم‌های بالیوود، عمدتاً به زبان هندی، علاوه بر حضور در نمایش‌های تلویزیونی و موزیک ویدیوها، کار کرده است. فرناندز در بحرین به دنیا آمد و بزرگ شد. او پس از فارغ التحصیلی در رشته ارتباطات جمعی از دانشگاه سیدنی و کار به عنوان گزارشگر تلویزیونی در سری‌لانکا، به صنعت مدلینگ پیوست. او در سال ۲۰۰۶ تاجگذاری دوشیزه جهان سریلانکا را به دست آورد و کشورش را در دوشیزه جهان ۲۰۰۶ نمایندگی کرد.
فرناندز در حالی که در سال ۲۰۰۹ در هند یک ماموریت مدلینگ بود، با موفقیت برای فیلم درام فانتزی سوجوی قوش، علاءالدین (فیلم ۲۰۰۹) تست بازیگری داد، که اولین بازیگری او را رقم زد و جایزه برای اولین ستاره سال - زن را برای او به ارمغان آورد. فرناندز در کنار حرفه بازیگری روی صفحه نمایش، به عنوان داور در فصل نهم برنامه واقعیت رقص (چلاک دیکلا جا) کار کرده است.

## فیلم‌شناسی

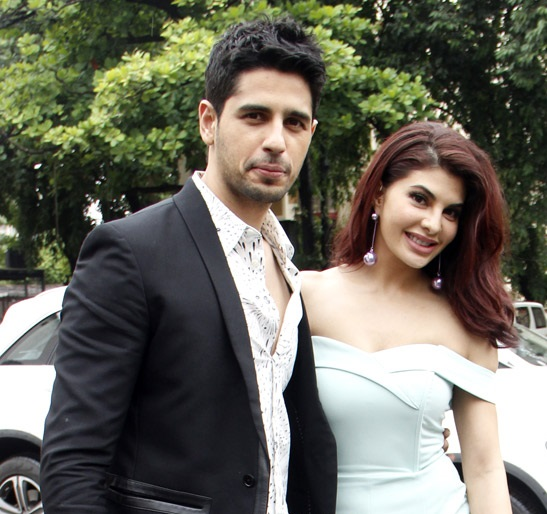
ژاکلین فرناندز و سیدهارت مالهوترا

| سال  | نام فیلم          | نام کاراکتر   | توضیحات                                                    |
| ---- | ----------------- | ------------- | ---------------------------------------------------------- |
| ۲۰۰۹ | علاءالدین         | جزمین         | جایزه بهترین بازیگر تازه‌وارد سال (زن) از جشنواره آیفا ۲۰۱۰ |
| ۲۰۱۰ | از کجا آمده‌اید    | تارا          |                                                            |
| ۲۰۱۰ | خانه شلوغ         | دانو          | حضور ویژه در آهنگ                                          |
| ۲۰۱۱ | قتل ۲             | پریا          |                                                            |
| ۲۰۱۲ | خانه شلوغ ۲       | بابی کاپور    |                                                            |
| ۲۰۱۳ | مسابقه ۲          | امیشا         |                                                            |
| ۲۰۱۴ | هیجان             | شاینا مهرا    | اولین همکاری مشترک با سلمان خان                            |
| ۲۰۱۵ | روی               | عایشه / تیا   |                                                            |
| ۲۰۱۵ | برادران           | جنی فرناندز   |                                                            |
| ۲۰۱۵ | معنای ترس         | سارا فوردینگ  | فیلم انگلیسی زبان                                          |
| ۲۰۱۶ | خانه شلوغ ۳       | گانگا (گریسی) |                                                            |
| ۲۰۱۶ | دیشوم             | ایشیکا        |                                                            |
| ۲۰۱۶ | پرواز جت          | کریتی         |                                                            |
| ۲۰۱۷ | با توجه به متیو   | دافنه         | فیلم انگلیسی زبان                                          |
| ۲۰۱۷ | جنتلمن            | کاویا         |                                                            |
| ۲۰۱۷ | دوقلوها ۲         | آلیشکا        |                                                            |
| ۲۰۱۸ | مسابقه ۳          | جسیکا         | دومین همکاری با سلمان خان                                  |
| ۲۰۱۹ | رانندگی           | تارا          |                                                            |
| ۲۰۲۰ | خانم قاتل سریالی  |               |                                                            |
| ۲۰۲۱ | رادهه             | خودش          | حضور کوتاه در نماهنگ فیلم                                  |
| ۲۰۲۱ | پلیس ارواح        |               |                                                            |
| ۲۰۲۲ | باچان پاندی       | صوفی          |                                                            |
| ۲۰۲۲ | رام سیتو          |               |                                                            |
| ۲۰۲۲ | حمله              | عايشه         |                                                            |
| ۲۰۲۲ | ویکرانت رونا      |               |                                                            |
| ۲۰۲۲ | سیرک              | بیندو         |                                                            |
| ۲۰۲۳ | سلفی              | خودش          | حضور ویژه در نماهنگ فیلم                                   |
| ۲۰۲۴ | همه‌شان را بکش ۲   | ونسا          | فیلم ویدئویی آمریکایی                                      |
| ۲۰۲۵ | فاتح              | خوشی          |                                                            |
| ۲۰۲۵ | به جنگل خوش آمدید |               |                                                            |
| ۲۰۲۵ | خانه شلوغ ۵       | گانگا         |                                                            |

## تلویزیونی
| سال           | نام برنامه    | نقش                                               | شبکه پخش‌کننده |
| ------------- | ------------- | ------------------------------------------------- | ------------- |
| ۲۰۱۶ - تاکنون | چلاک دیکلا جا | حضور در هیئت داوران به همراه فرح خان و کاران جوهر | کولورس        |